# Kleinhettstedt
Kleinhettstedt is een  dorp in de Duitse gemeente Stadtilm in het Ilm-Kreis in Thüringen. Het dorp wordt voor het eerst vermeld in een oorkonde uit 1266. 

## Geschiedenis
In 1961 fuseerde het dorp met Großhettstedt tot de gemeente Hettstedt. In 1996 gingen de dorpen op in de toen gevormde gemeente Ilmtal, die op 6 juli 2018 opging in de gemeente Stadtilm.